# Rebell.tv
rebell.tv war eine von Daniel Model finanzierte und von Stefan M. Seydel und Tina Piazzi von 2006 bis 2010 betriebene publizistische Schweizer Website.

## Geschichte

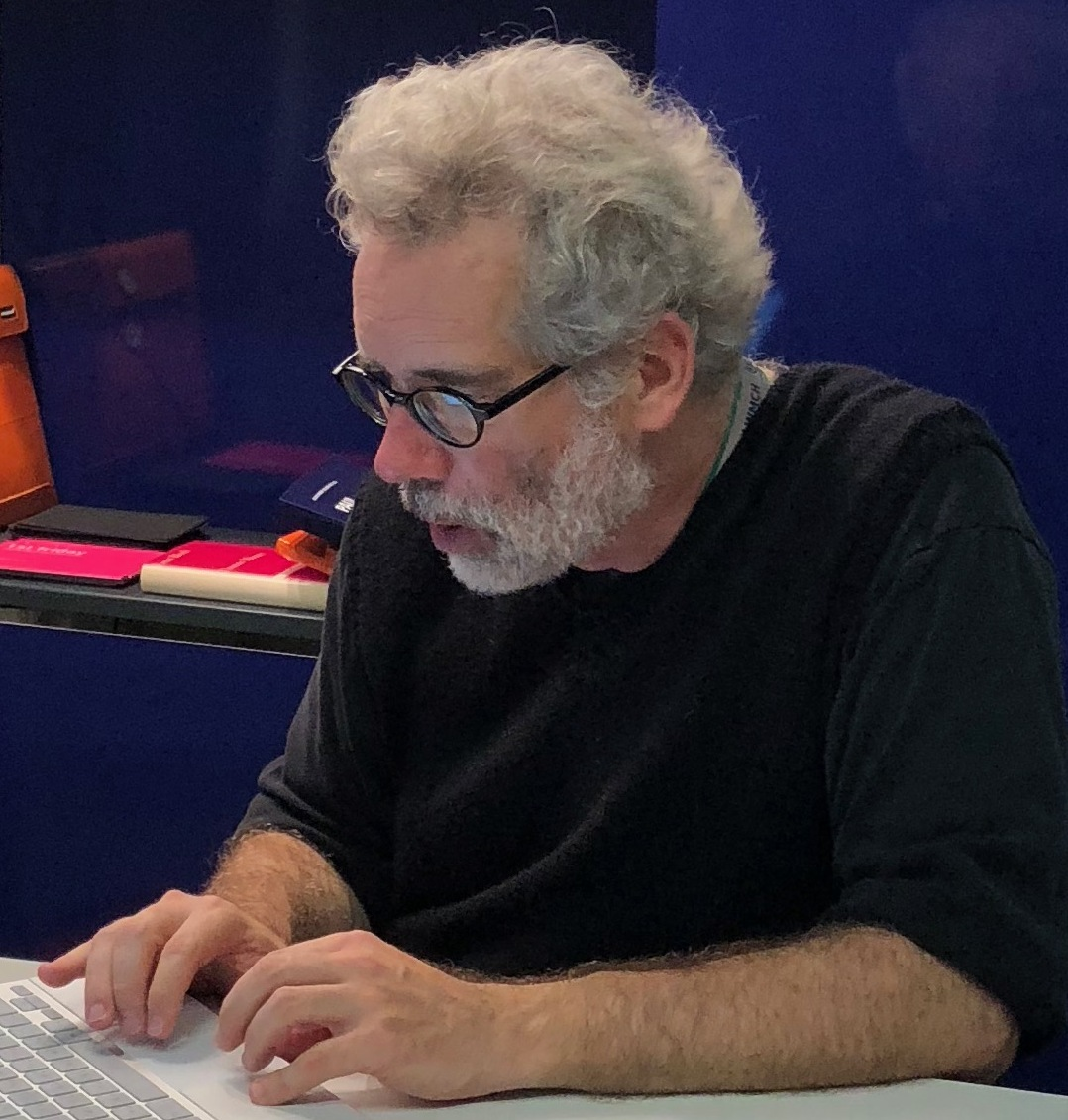
Stefan M. Seydel 2018 am Wikipedia-Treffen WikiCon

rebell.tv wurde im November 2006 gegründet. Angel Investor war der Unternehmer Daniel Model. Er investierte eine Million Franken in das Projekt.
Der Sozialarbeiter Stefan M. Seydel (* 1965), der Soziale Arbeit in St. Gallen (Bachelor) und Berlin (Master) studierte, veröffentlichte auf der Website «provokative Text-, Ton- und Videobeiträge», seine «Blogs sah er als Forschungsprojekt». Geschäftsleiterin war Tina Piazzi (* 1963), die einen Master of Science Supervision und Coaching der Universität Wien innehat.
2010 umfasste rebell.tv etwa 16'000 Blogeinträge, 3'000 Videos und 500 Podcasts; die Server kosteten monatlich «über 800 Franken». Für rebell.tv erhielt Seydel 2007 den Jubilee Award des Migros-Kulturprozents im Bereich Wissensvermittlung.
Am 31. Dezember 2010 wurde rebell.tv vom Netz genommen, weil Daniel Model sein Investment beendete. Zu diesem Anlass löschte Seydel «unzählige Konten im Web und ihre Inhalte […] während einer ‹Social Media Suicide› genannten Aktion im Zürcher Cabaret Voltaire». Die Inhalte der Website dokumentierten Seydel und Piazzi in zwei Büchern mit dem Titel Die Form der Unruhe im Junius Verlag.

## Rezeption
rebell.tv war gemäss Dominik Landwehr ein publizistisches Experiment, «das schräg in der Landschaft lag: Statt zu ordnen und zu vereinfachen tat er genau das Gegenteil». In der Welt schrieb Marc Reichwein, die Website sei ein «gigantischer multimedialer Zettelkasten» und eine «digitale Wunderkammer», «Multi-Channeling total». Die Medienwoche bezeichnete es als «nicht leicht fassbare[s] Blogprojekt», das «von den Journalisten stets gründlich missverstanden» wird, da Seydel seine Einträge nicht in fertiger, publizierfähiger Form liefert, sondern rebell.tv eher als eine Art Zettelkasten verwendete, in das er seine Skizzen, Entwürfe und Träume ablegte.
In einem Artikel in der Schweizer Wochenzeitung WOZ beschrieb Wolfgang Steiger den Investor Model als «antidemokratisch», er habe einen eigenen Staat «Avalon» ausgerufen, und rebell.tv fungiere als «Staatsfernsehen von Avalon, dessen Informationsminister Seydel» sei. «Was heisst das, wenn radikalliberale Antidemokraten dadaistische AktivistInnen finanzieren und das Fernsehen eines sozialstaatsfeindlichen Unternehmers mit den Theorien linker Autorinnen und Kunsttheoretiker wie Marlene Streeruwitz, Vilém Flusser oder Bazon Brock hantiert? Sind wir hier ZeugInnen einer Infiltration rechtsliberalen Gedankenguts in den linkskulturell geprägten Kulturbetrieb – im Sinn von Antonio Gramscis Konzept der ‹kulturellen Hegemonie›, nur eben umgekehrt?»
«Rebell-TV ist ein wilder, schräger Internetkanal, der mittels TV, Radio und eines Blogs neue wirtschaftliche, politische und kulturelle Ideen propagiert», schrieb Michael Zollinger in der Handelszeitung.

## Auszeichnungen
- 2007: Gewinner Migros Jubilee Award für Stefan M. Seydel für rebell.tv (Kategorie Wissensvermittlung)[15]

## Bücher
Die Inhalte der Website rebell.tv wurden in folgenden Bücher herausgegeben: 
- Tina Piazzi, Stefan M. Seydel: Die Form der Unruhe. Band 1. Herausgegeben von Rebell.TV AG, Junius Verlag, Hamburg 2009, ISBN 978-3-88506-456-5.
- Tina Piazzi, Stefan M. Seydel: Die Form der Unruhe. Band 2. Herausgegeben von Rebell.TV AG, Junius Verlag, Hamburg 2010, ISBN 978-3-88506-474-9.